# اسکندر آبادی
اسکندر آبادی (زاده ۱۴ آبان ۱۳۳۸ ماهشهر) روزنامه‌نگار، مترجم، نوازنده و شاعر ایرانی مقیم آلمان است.

## کودکی و جوانی
آبادی در سال ۱۳۳۸ در بندر ماهشهر، استان خوزستان زاده شد، مادر او خانه‌دار و پدر او کارگر شرکت ملی نفت ایران بود.
او از بدو تولد نابینا بود. سالهای اولیه کودکی او در بندر ماهشهر گذشت تا اینکه برای تحصیل به اصفهان آمد. او و خواهر نابینایش ابتدا به مدرسه نابینایان نورآیین و بعد مدرسه نابینایان مشهور به خانه نابینایان کریستوفل که توسط مبلغان مسیحی بریتانیایی اداره می‌شد و ارنست کریستوفل در سال ۱۹۲۸ میلادی تأسیس کرده بود تحصیل کردند. آبادی در آنجا خط بریل را آموخت. همزمان دروس عادی رامی گذرانید تا اینکه در آزمون آبیتار برای نابینایان قبول شد. دیپلم را در دبیرستان هراتی اصفهان در سال ۱۳۵۸ گرفت. آبادی در سال ۱۳۵۸ با قبولی در کنکور سراسری در دانشکده حقوق و علوم سیاسی پذیرفته شد. او قبل از تعطیلی دانشگاه‌های ایران به‌عنوان بخشی از انقلاب فرهنگی، دو ترم حقوق اساسی خواند. آبادی پس از تلاش ناموفق برای مهاجرت به انگلستان که در سرحد طرد شد، ایران را به مقصد آلمان ترک کرد.

## آثار
او در آثار هنرمندان مختلف نظیر هایده، مرضیه، مهستی، عارف، سپیده رئیس‌سادات و ویگن نوازندگی ویالون داشته‌است. همچنین اشعار از او را به گویش اصفهانی بابک رجبی خوانده‌است. او در کار ترجمه نیز کتابهایی را از زبان آلمانی نظیر «از چشم نابینایان» و «سمفونی پاسترول» برگردان کرده‌است.
اولین کتاب او ‌به زبان آلمانی با عنوان «Aus dem Leben eines Blindgängers» (از زندگی یک کوره‌رهجو) در ماه مارس ۲۰۲۲ منتشر شد. این رمان ۳۱۸ صفحه‌ای داستان انتشار یادداشت‌های یک جوان نابینای ایرانی پس از انقلاب ۱۳۵۷ مجبور به ترک کشورش شده اما در هنگام خروج از ایران ناپدید می‌شود.
در اعتراضات ایران که با وقایع مرتبط با مرگ مهسا امینی‎‎ شروع شد ترانه‌ای از او با نام «نه نه نه» در بسیاری از ‎‎اعتراضات ۱۴۰۱ ایرانیان مقیم خارج پخش شد.

## جوایز
آبادی برنده جایزه اتحادیه هم‌یاری توان‌خواهان غرب آلمان (LVR) است، که به توان‌خواهانی اعطا می‌شود، که در کار خود به موفقیتی ویژه رسیده‌اند.